# كله متساوي (فلم)
كله متساوي (All Square) هو فيلم درامي أمريكي صدر عام 2018 من إخراج جون هايمز. النجوم مايكل كيلي، جيسي راي شيبس، باميلا أدلون. حاز الفيلم على جائزة أفضل فيلم روائي لعام 2018 في مهرجان ساوث باي ساوث ويست السينمائي.

## القصة
John Zbikowski (مايكل كيلي) هو وكيل مراهنات صغير السن يواجه صعوبة في تحصيل الديون المستحقة. بعد ليلة واحدة مع صديقته السابقة (باميلا أدلون)، تقيم جون صداقة غير محتملة مع ابنها البالغ من العمر 12 عامًا براين (جيسي راي شيبس) وتضع خطة لاسترداد الأموال المستحقة له من خلال أخذ ملااهنات على مباريات دوري الشباب للبيسبول لدى براين.

## الأدوار
- مايكل كيلي في دور جون زبيكوفسكي
- جيسي راي شيبس في دور بريان
- باميلا أدلون بدور ديبي
- إيشيا ويتلوك جونيور في دور سكوتي
- توم إيفريت سكوت في دور آدم
- ياردلي سميث في دور الشواطئ
- هاريس يولين في دور بوب
- جوش لوكاس في دور مات سميث

## الإصدار
صدر الفيلم في 12 أكتوبر 2018 في الولايات المتحدة.

## روابط خارجية
- كله متساوي  في قاعدة بيانات الأفلام على الإنترنت (بالإنجليزية)